# Valle Lepena
La valle del Lepena (in sloveno: Dolina Lepene) è una valle delle Alpi Giulie situata nella regione dell'Alta Carniola all'interno del parco nazionale del Tricorno, nel comune di Plezzo.

## Descrizione
Di origine glaciale è lunga circa 5km, situata all'interno del Parco nazionale del Tricorno è una delle valli laterali della Val Trenta nelle Alpi Giulie.
 Dall'insediamento di è possibile raggiungere il lago del Monte Nero, il più alto lago alpino della slovenia.